# تاريخ النقل

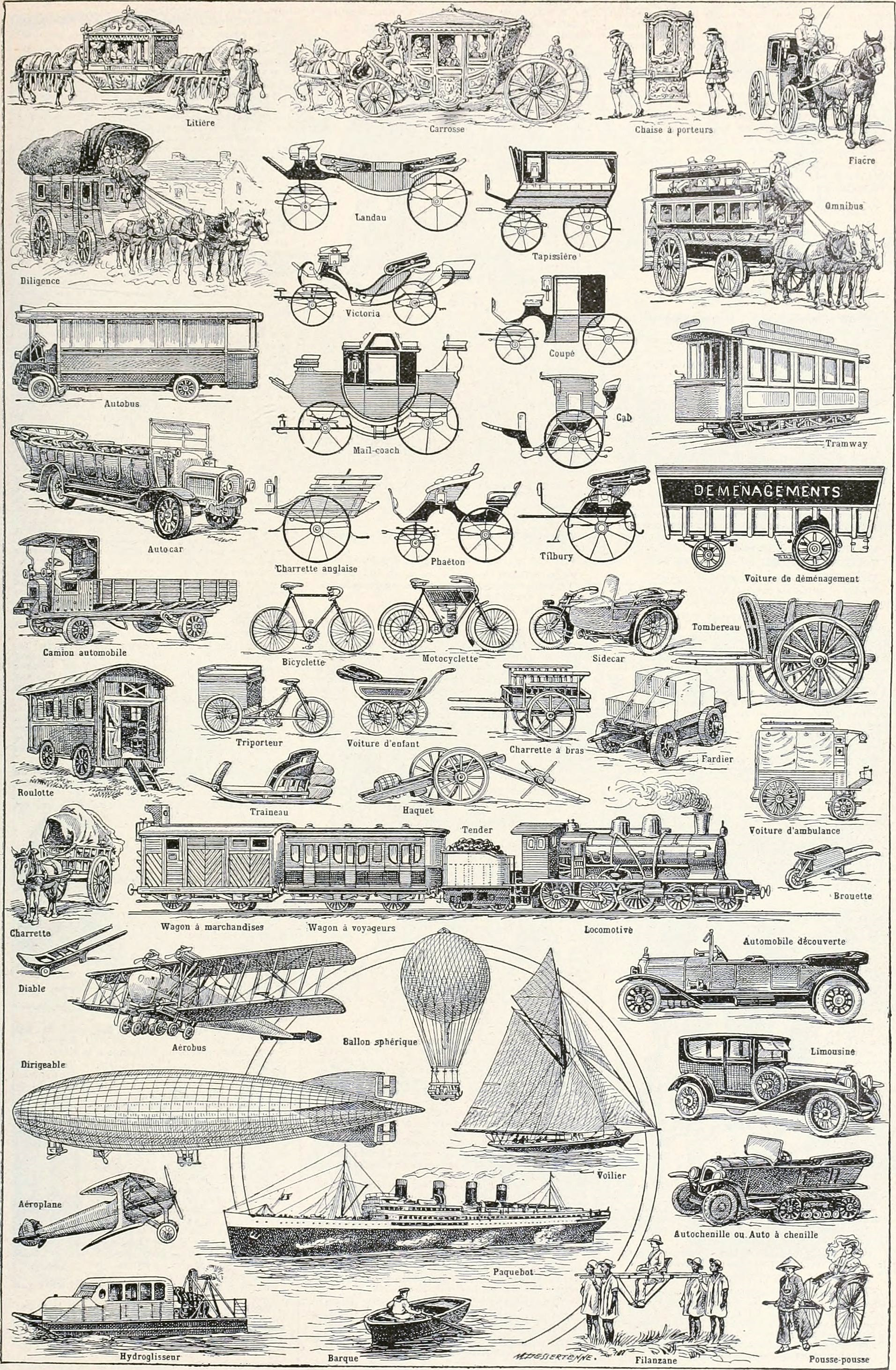

فإن  تاريخ النقل  تطور مع تطور الحضارة الإنسانية. كان المشي لمسافات طويلة، تغيير المسارات لعدة مرات تطوير طرق التجارة في العصر الحجري وما بعده. في معظم تاريخنا البشري كان الشكل الوحيد من أشكال النقل يمر عبر البحر بقوارب صغيرة إذا استثنينا المشي وركوب الدواب.

## النقل البري

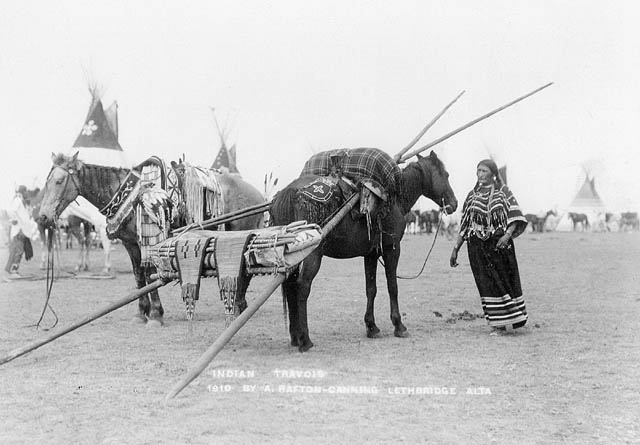
إحدى طرق النقل البري البدائية (Travois)

أنشأ البشر الدروب للسفر ولنقل البضائع من مكان لآخر. وكان من الطبيعي أن تنشأ تلك الدروب في الأماكن ذات الطرق المرورية العالية. وعندما دُجِّنت الحيوانات كالحصان، والثور، والحمار شكلت عنصرا هاما في مسيرة البشر. ومع نمو التجارة، وُسِّعَت الدروب ومُهِّدَت لتستوعب حركة الحيوانات. وفي وقت لاحق بدأ استخدام نوع من العربات البدائية (travois)، وهي عبارة عن عصيتان مربوطتين إلى ظهر الدابة، فيما يُترك الطرف الحر ليُجَر على الأرض.
ويُعتقد أن أول من استخدم العجلة هم السومريون في الشرق الأدنى القديم وذلك ما بين 5000 و 4000 سنة قبل الميلاد، وانتقلت إلى أوروبا والهند في الألف الرابعة قبل الميلاد، وإلى الصين في نحو 1200 قبل الميلاد. وكان الرومان بأمَسِّ الحاجة إلى توسيع الطرق والمحافظة عليها لما لها من أهمية في بقاء وازدهار الإمبراطورية الرومانية.
وفي الحضارة الإسلامية، تم بناء العديد من الطرق في جميع أنحاء الخلافة الإسلامية. وكانت تلك الطرق أكثر تطورا ونموا من مثيلاتها في غيرها من البلدان، وخاصة تلك التي في بغداد العراق، والتي تم تزفيتها بالقطران في القرن الثامن الميلادي لأول مرة في التاريخ. وكان القطران المستخدَم في ذلك يُستخرَج من النفط الموجود في الحقول النفطية المتوفرة بكثرة بتلك المنطقة، وذلك من خلال التقطير الإتلافي.
وأثناء الثورة الصناعية، قام جون لودون ماك آدم في (1756-1836) بتصميم أول طريق سريع حديث، وذلك باستخدام مواد رخيصة لتمهيد الطرق بالتربة والحصى (طريق معبد)، وقام برفع مستوى بعض الطرق بضعة أقدام عن مستوى الأرض المحيطة؛ حتى تسمح بتصريف المياه من سطحها.
وبتطور النقل الآلي، زادت الحاجة لطرق قاسية السطح، لا تتآكل بسهولة، وللحد من تشكُّل المستنقعات، وحل مشكلة الغبار المتطاير في الجو في الطرقات الحضرية والريفية، استُخدِم حصى كبير مع أرصفة خشبية في المدن الغربية الكبيرة. وفي بداية القرن العشرين بدأت الطرق المعبدة باستخدام القطران والأرصفة الخرسانية تمتد حتى في الأرياف.
وقد تطور النقل البري في التاريخ المعاصر ليتناسب مع الآليات الجديدة مثل الجرار، الدراجات، السيارات، والشاحنات.

## النقل البحري
طورت قوارب بدائية في العصر الحجري لتمكن الإنسان من الملاحة في الأنهار ومن الصيد فيها وعند الشواطئ. ويظن بانه كان من الضروري للوصول إلى أستراليا من وجود سفن مناسبة من أجل وصول الناس إليها وذلك ما بين 40000-45000 عاما سبق. ومع تطور الحضارة، طورت قوارب أكبر للتجارة والحرب. في البحر المتوسط، طورت سفن شراعية تسمى القادس منذ حوالي 3000 سنة قبل الميلاد. ثم أهملت هذه السفن نتيجة تطور السفن العابرة للمحيطات، مثل السفن العربية الكبيرة في القرن الثالث عشر، والسفن الصينية في أوائل هذا القرن الخامس عشر، والسفن المدرعة (Man-of-war) في أواخر القرن الخامس عشر. ومع بداية الثورة الصناعية، تم صنع أول سفينة بخارية لتسير فيما بعد بقوة الديزل. وتم تطوير الغواصات وكانت خصيصا للأغراض العسكرية.
من جهة أخرى، تم تطوير قوارب من أجل النقل النهري. تم تطوير قنوات مائية في بلاد الرافدين حوالي 4000 قبل الميلاد. حضارة وادي السند في باكستان وشمال الهند (من 2600 قبل الميلاد) كان أول نظام قنوات للري في العالم
إن أطول قناة من العصور القديمة كانت القناة الكبرى في الصين. وبلغت 1794 كيلومتر طولا وبنيت لحمل الإمبراطور يانغ غونغ بين بكين وهانجتشو. وبدأ المشروع في عام 605 م، على الرغم من بعض أجزاءها كانت موجودة منذ 486 قبل الميلاد. طورت القنوات في العصور الوسطى في أوروبا في البندقية وهولندا. بدأ بيير بول ريكت بتنظيم بناء قناة بطول 240 كم قناة دو ميدي في فرنسا في 1665 وافتتح في 1681. أثناء الثورة الصناعية، بنيت قنوات داخلية في بريطانيا، وفيما بعد في الولايات المتحدة قبل تطوير السكك الحديدية. كما طورت قوارب مختصة من أجل صيد السمك وبعد ذلك صيد الحيتان.
ويتعامل تاريخ البحرية أيضًا مع تطور الملاحة وعلم البحار، وعلم الخرائط وعلم المساحة البحرية (hydrography).

## النقل بالسكك الحديدية
يعود تاريخ النقل بالسكك الحديدية إلى ما يقرب عن 500 سنة، واختراع الحصان البخاري والسكة القضبان وكانت عادة من الخشب أو الحجر في بعض الأحيان). وكان يستخدم لنقل الفحم من المنجم إلى النهر أو البحر، حيث يمكن أن ينقل من هناك عن طريق السفن والقوارب الكبيرة، مع تسيير عجلة مشفه على السكك الحديدية. ثم استعمال الفولاذ في السكك بدأ في 1760، وتبعها نظام plateways) حيث شفة السكة أصبحت جزءا من السكك الحديدية نفسها.
استفاد النقل بالسكك الحديدية نظم حديثة لأول مرة في إنجلترا في 1820 م. بإدخال القاطرة البخارية، وكانت أول مكننة للنقل البري، والتي أصبحت ولمدة 100 سنة تعتبر المسيطرة على النقل البري الآلي.

## الطيران
كان رغبة الإنسان في الطيران على الأرجح منذ أن لاحظ الطيور، وتتضح هذه الرغبة في القصص الأسطورية ديدالوس وإكاريوس في الأسطورة اليونانية، وقالب:Vimana. وتنصب جل البحوث في تقليد الطيور، وبطريق التجربة والخطأ، بالونات، المنطاد، الطائرات الشراعية لتختم بـالطائرات واختراع غيرها من أنواع وسائل الطيران.
والمحاولات الأولى للطيران أدلى بها يوان هوج تو باستخدام الطائرة الورقية (559 م)، عباس بن فرناس باستخدام المظلة (852 م) والمتحكم فيها الطائرة الشراعية (875)، احمد جلبى الحضرفان باستخدام الجناح الطبعة شراعية (1630)، وحسن شلبي العقري باستخدام المدفع ليرمى كالقذيفة (1633 م). رحلة طيران أخرى وقعت في باريس عام 1783، عندما قام جان فرانسوا دي روزيي وفرانسوا دارلوندس ب 5 أميال (8 كلم) في منطاد الهواء الساخن المخترع من طرف الأخوة مونقولفيي. ثم جاء الأخوان رايت باختراع طائرة الحديثة والتي تستعمل القوة المحرك في رفع الطائرة وكانت الرحلة 17 ديسمبر، 1903.

## النقل الفضائي
أول من كتب عن الرحلات الفضائية بواقعية كان قسطنطين تشيولوفسكي Tsiolkovsky، والذي كان يكتب باللغة الروسية، ولهذا لم تكن كتبه مؤثرة خارج وطنه. ولم تصبح رحلات الفضاء ممكنة إلا بعد العمل الذي قام به روبرت غودارد المنشور في عام 1919 حول الهندسة الفضائية في بحث بعنوان '«طرق الوصول الارتفاعات القصوى»' ؛ بتطبيقه أنابيب دي لافال الصاروخ الممون بالوقود السائل والذي فتح الباب واسعا أمام التنقل بين الكواكب. هذه البحث كان بالغ التأثير على هيرمان أوبرث وWernher فون براون وارنهر، الذين أصبحا من العاملين الرئيسيين في رحلات الفضاء.
الأول رحلة مؤهولة إلى الفضاء قد تحقق مع برنامج السوفياتي للفضاء / فوستوك 1 بعثت عام 1961.وكان من أهم المهندسين وراء هذه البعثةسيرغي كوروليف وكريم كيريموف ،مع يوري غاغارين بصفته أول رائد فضاء. وانتقل كيريموف فيم بعد تنفيذ مشروع أول منصة إطلاق (كوزموس 186 وكوزموس 188) في عام 1967، وأول محطة فضاء في (سالوت ومير سلسلة (1971 حتي 1991. وكانت أول مركبة فضائية تحط بـالقمر تحققت على يد ناسا هي أبولو 11 في عام 1969، مع نيل ارمسترونغ وت الدرين كونهما أول رواد فضاء يمشون على سطح القمر. فكانت دفعة كبيرة لتاريخ النقل وواحدة من لابتكارات التكنولوجي المهمة في تاريخ البشرية.
وهذا التقدم المحرز في مجال التكنولوجيا سمح للبشر للسفر إلى أبعد الأماكن الممكنة، واستكشاف المزيد من المواقع الجديدة، وتوسيع نفوذها على مساحات أكبر وأوسع. وادي إلى اكتشاف أدوات جديدة مثل أغطية القدم، الزلاجات، وأحذية الخاصة بالمشي على الثلج.والتالي إلى قطع مسافات أطول في مدة أٌقصر. كما أدت هته الاكتشافات والاختراعات الجديدة إلى حل العديد من مشاكل النقل، كما أمكن نقل حمولة كبيرة من مكان إلى مكان في مدة قليلة فمكن أن نشتري النعناع الطازج في المساحات الكبرى بطوكيو لنمرح في حقول الريف بالمغرب. كما يكن لشخص أن يحضر عدة بدايات للسنة على متن طائرة كونكورد التي تفوق سرعتها سرعة الصوت وبهذا نلاحظ أن النقل ساهه بامتزاج للأعراق والأذواق وبالتبادل الحضاري الذي كان يشكل فيما مضى عائق التنقل الحاجز الكبير في تطور تلكم الحضارات
ولا زال الباحثون يعملون على إيجاد سبل جديدة لخفض التكاليف وزيادة الكفاءة في مجال النقل.

## وعلاوة على القراءة
- Casson، ليونيل. 1984. التجارة القديمة والمجتمع«. دي ترويت : مطبعة جامعة واين الدولة.
- ] سيارة الوزير، مارتن، 1977. تزويد الحرب : النقل والإمداد من لالينشتاين باتون. كامبردج : مطبعة جامعة كامبردج.
- السيد فاروق عبد K.M. 1977. الطرق والاتصالات المغول في الهند«. دلهي : Idarah الأول Adabiyat - Delli الأول.